# Camponotus lilianae
Camponotus lilianae är en myrart som beskrevs av Auguste-Henri Forel 1913. Camponotus lilianae ingår i släktet hästmyror, och familjen myror.

## Underarter
Arten delas in i följande underarter:
- C. l. cornutus
- C. l. lilianae